# Крикун (фильм)
«Крикун» (англ. Shrieker) — фильм ужасов 1998 года режиссёра Дэвида ДеКото. Премьера фильма состоялась 24 февраля 1998 года. Также известен под названием «Крикуны».

## Сюжет
Студентке Кларк не дали общежития, а денег на съём квартиры у неё нет. Она принимает предложение от Дэвида, с которым только что познакомилась, поселиться в заброшенном помещении госпиталя. Там она находит таких же, как она, людей — у которых нет средств снимать квартиру. Практически сразу, как Кларк заселяется в это помещение, происходит убийство. Вскоре выясняется, что входная дверь в госпиталь заперта, однако скоро появляется ещё один факт — кто-то из обитателей госпиталя вызвал демона, которому нужно пять жертв — и тогда он успокоится.

## В ролях
- Таня Демпси — Кларк
- Элисон Куффе — Таня
- Парри Шен — Дэвид
- Джейсон-Шейн Скотт — молодой санитар